# 충청북도 동물위생시험소
충청북도동물위생시험소(忠淸北道動物衛生試驗所)는 충청북도의 축산물의 검사·분석, 가축빌병의 방역과 검장, 가축 개량 및 보급 업무를 분장하기 위하여 충청북도청 산하에 설치된 사업소이다.
동물위생시험소장은 지방농업연구관이나 지방수의연구관으로 보한다.

## 연혁
- 1934년 4월: 충청북도종축장 설치
- 1953년 4월: 충청북도가축보건소 설치
- 1996년 2월: 충청북도농축산사업소로 통합
- 1998년 9월: 충청북도축산위생연구소로 변경
- 2017년 12월: 충청북도동물위생시험소로 변경

## 조직
소장
- 방역과
- 위생검사과
- 종축시험장